# 王立申
王立申（1946年—），中華民國海軍二級上將（退役），生於浙江省青田縣，畢業於海軍官校58年班、美國愛荷華大學工業管理學院碩士、美國海軍戰爭學院、南非海軍參謀大學，為中華民國國軍留美將領之一，現任國防院戰略諮委、中華軍史學會理事長，曾任民進黨智庫成員、海軍司令、副參謀總長兼執行官、海軍副總司令、國防部戰規司長、海軍總部情報署長、海軍總部副督察長、海軍總部武獲室主任、海軍124艦隊長、海軍諾克斯級巡防艦赴美接艦支隊長。是繼李傑以來，第二位潛艦出身的海軍司令。

## 荣誉

### 中华民国勋章奖章
- 三等宝鼎勋章（2007年5月25日于台北总统府颁授[2]）
- 二等云麾勋章（2009年5月21日于台北总统府颁授[3]）